# Parafia Najświętszej Maryi Panny Matki Kościoła w Krakowie
Parafia Najświętszej Maryi Panny Matki Kościoła w Krakowie – parafia rzymskokatolicka należąca do dekanatu Kraków-Krowodrza archidiecezji krakowskiej na Prądniku Białym przy ulicy Pasteura.

## Historia kościoła
1 stycznia 1983 roku nastąpiło erygowanie parafii Najświętszej Maryi Panny Matki Kościoła na Prądniku Białym, wydzielonej z parafii Świętego Krzyża. W latach 1986–1988 toczyła się budowa kościoła Najświętszej Maryi Panny Matki Kościoła. 11 listopada 1998 roku konsekracji kościoła dokonał kard. Franciszek Macharski.
8 kwietnia 2006 roku bp Jan Szkodoń podczas wizyty kanonicznej poświęcił kaplicę Matki Bożej Miłosierdzia na cmentarzu parafialnym (ul. Żwirowa / ul. Piaszczysta). 11 listopada 2013 roku do użytku oddane zostały nowe organy piszczałkowe.

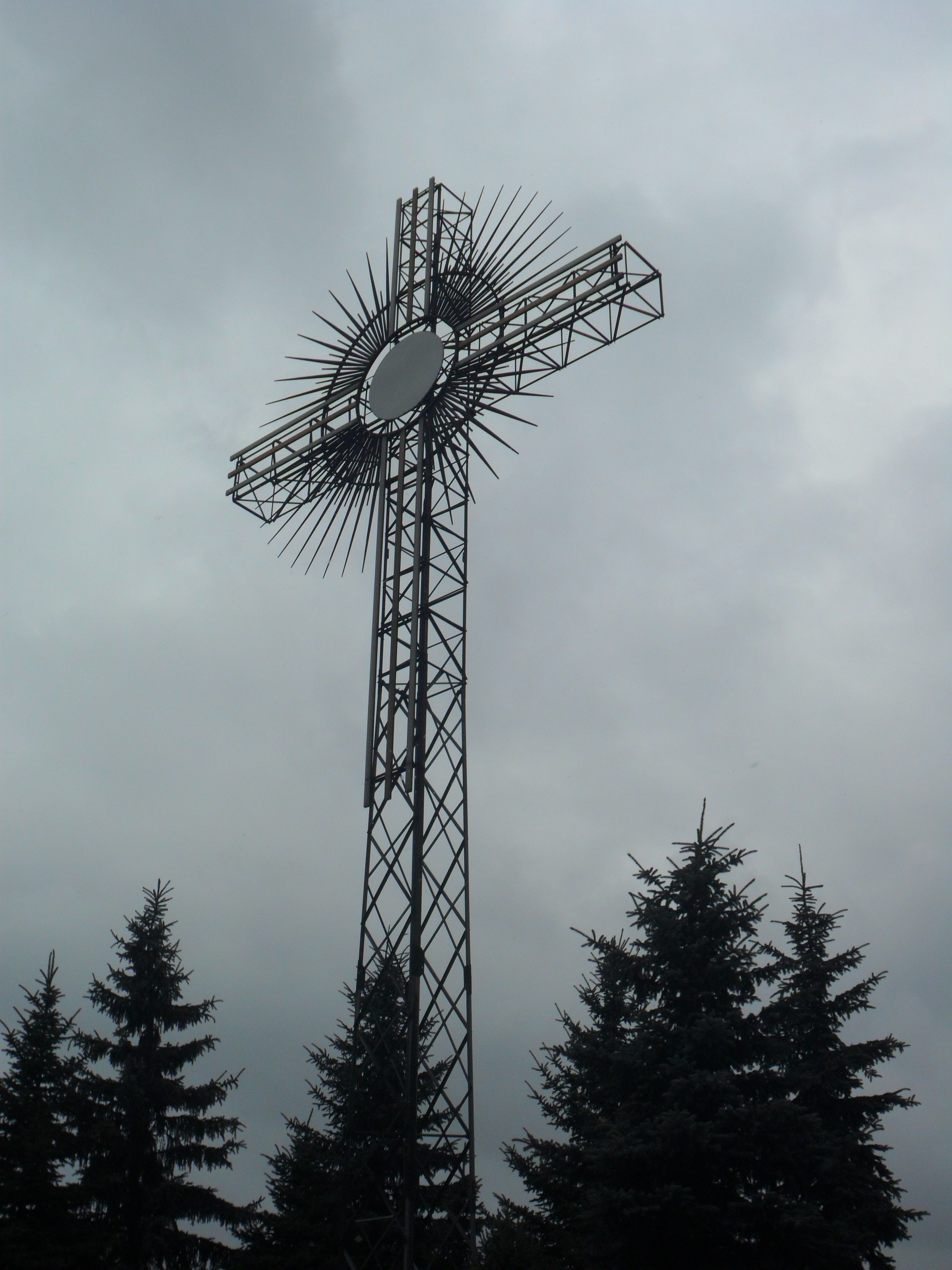
Krzyż stojący przy kościele parafialnym od czasu pielgrzymki papieża Jana Pawła II

## Proboszczowie
- ks. kanonik Adam Sroka 1986–2006
- ks. prałat Franciszek Motyka 2006–2019
- ks. prałat Franciszek Ślusarczyk – od 2019[2]

## Wspólnoty parafialne
Źródło: strona internetowa Parafii
- Duszpasterska Rada parafialna
- Służba Liturgiczna
  - Lektorzy
  - Ministranci
- Domowy Kościół – Krąg Rodzin
- Akcja Katolicka
- Róże Różańcowe
- Grupa Modlitewna
- Krąg Biblijny
- Grupa Muzyczna
- Schola dzieci
- Grupa Apostolska
- Grupa Charytatywna
- Duszpasterstwo akademickie
- Redakcja gazety parafialnej „Głos Matki Kościoła”
- Apostolstwo Dobrej Śmierci

## Media
- Gazeta parafialna „Głos Matki Kościoła”

## Zasięg parafii
Ulice: Bagockiego, Bałtycka 1–14, Białoprądnicka, Bularnia, Danka, Glogera, Górnickiego, Grochowiaka, Imbramowska 1 i 2, Jarzynowa, Jasna, Kluzeka, Lechonia, Mackiewicza 16, 18, 20, 22, Malinowa, Mączna, Nad Sudołem, Narutowicza 1–20, Pachońskiego 4–34, Papiernicza, Pasteura, Piaszczysta, Piaszczysta Boczna, Pigonia, Pleszowska, Proszowicka, Rybałtowska, Szopkarzy, Wyki, Zaręby, Zielińska, Zimorowicza, Żwirowa.

## Cmentarz parafialny
- Parafialny Cmentarz Białoprądnicki u zbiegu ulic Żwirowej i Piaszczystej.